# Spaceway 1
Spaceway 1 war ein kommerzieller Kommunikationssatellit des US-amerikanischen Satellitenbetreibers DirecTV aus der Spaceway-Flotte.

## Technische Daten
Boeing Satellite Systems baute den Satelliten auf Basis ihres Satellitenbusses der 702-Serie. Er besitzt 72 Ka-Band-Transponder, um Breitband-Internetverbindungen zur Verfügung stellen und HDTV-Fernsehen für DirecTV-Nutzer in Nordamerika zu senden. Das Raumfahrzeug war dreiachsenstabilisiert und wurde durch Solarmodule und Batterien mit Strom versorgt. Des Weiteren besaß es eine geplante Lebensdauer von 12 Jahren, welche jedoch übertroffen wurde. Spaceway 1 war mit einem Startgewicht von 6080 kg der bis zu diesem Zeitpunkt schwerste gestartete kommerzielle Kommunikationssatellit, bis er im August 2005 von iPSTAR-1 (6775 kg) übertroffen wurde.

## Missionsverlauf
Der Start von Spaceway 1 war ursprünglich für 2003 angesetzt, wurde jedoch auf 2005 verschoben. Der Satellit wurde am 26. April 2005 mit einer Zenit-3-Trägerrakete von der Odyssey-Startplatform im Pazifik in einen geostationären Transferorbit gebracht. Von dort aus erreichte er seine geosynchrone Umlaufbahn durch Zünden seines Bordmotors, wo er bei 102,8° West stationiert wurde. Auf dieser Position unterstützte er DirecTV-10 und deckte den nordamerikanischen Kontinent ab.
In seinen letzten Betriebsjahren diente er hauptsächlich als Reservesatellit. Im Dezember 2019 erlitt der er einen fatalen Batterienschaden. Da die Gefahr bestand, dass er explodieren könnte, wurde er im Februar 2020 in einen Friedhofsorbit manövriert und außer Betrieb genommen.